# Società Sportiva Snam
La Società Sportiva Snam, conosciuta anche come Snam Gas Metano, è stata una società polisportiva italiana con sede nel quartiere Metanopoli di San Donato Milanese, costituita nel 1953.

## Risultati
La società Snam Gas Metano ha vinto 8 edizioni dei Campionati Italiani femminili di atletica leggera per club, e un'edizione della Coppa dei Campioni per club.
- 8 vittorie ai Campionati Italiani (1990, 1993, 1994, 1996, 1997, 1998, 1999, 2000)
- 1 vittoria alla Coppa dei Campioni (1996)

## Principali atleti
- Fiona May[3]
- Antonella Bevilacqua
- Antonella Bizioli[4]
- Barbara Lah
- Manuela Levorato
- Agnese Maffeis (38 vittorie individuali al campionato nazionale)[5][6]
- Gennaro Di Napoli
- Loris Paolozzi
- Stefano Tilli
- Carla Tuzzi